# 大理洱海站
大理洱海站，原名大理北站，位于中华人民共和国云南省大理白族自治州大理市满江街道红山西侧，是滇藏铁路大丽段、大理至大理北联络线，以及规划中大丽攀铁路的一个车站，是大丽攀铁路的起点。

## 历史
原大理北站是大丽铁路的会让站。作为“大理至攀枝花铁路引入大理枢纽工程”的一部分，在其南侧建设新的大理北站，至2024年4月已完成土建工程总量的70%。2025年1月，经中国国家铁路集团批准，车站由大理北站更名为大理洱海站。2025年4月18日，启动站房主体工程建设，建设工期为24个月，预计于2027年上半年建成启用。

## 车站结构
大理洱海站规划总建筑面积为9.2万平方米，设计规模为6站台12线，采用高架站房布局，站房面积3.9万平方米。大理洱海站站房以“碧波洱海，云秀大理”为设计理念，立面以灵动的屋顶线条，模拟洱海水面涟漪与红嘴鸥振翅的形态，屋面设计则融入白族扎染纹理。因车站临近地震活跃区，高架候车室采用整体隔震技术。